# Eleonore Charlotte af Sachsen-Lauenburg
Eleonore Charlotte af Sachsen-Lauenburg (8. august 1646 – 26. januar 1709) var en tysk prinsesse, der var datter af hertug Frans Henrik af Sachsen-Lauenburg og gift med hertug Christian Adolf af Slesvig-Holsten-Sønderborg.

## Biografi
Eleonore Charlotte blev født den 8. august 1646 i Marienfließ i Pommern som datter af hertug Frans Henrik af Sachsen-Lauenburg i hans ægteskab med Marie Juliane af Nassau-Siegen
Hun giftede sig den 1. november 1676 i Franzhagen med hertug Christian Adolf af Slesvig-Holsten-Sønderborg, en søn af hertug Hans Christian af Slesvig-Holsten-Sønderborg. De fik fire børn.
Hertug Christian Adolf var i 1667 gået konkurs med det lille hertugdømme Sønderborg. Eleonore Charlotte og Christian Adolf levede derfor på godset Franzhagen i Sachsen-Lauenburg, som hun havde arvet.
Hertug Christian Adolf døde den 11. januar 1702 i Hamborg. Eleonore Charlotte overlevede sin mand med 7 år og døde 62 år gammel den 26. januar 1709 i Franzhagen.

## Børn
| Navn              | Født            | Død              | Bemærkninger                                                |
| ----------------- | --------------- | ---------------- | ----------------------------------------------------------- |
| Leopold Christian | 25. august 1678 | 13. juli 1707    | Gift morganatisk med Anna Sophie Segelke                    |
| Ludvig Karl       | 4. juni 1684    | 11. oktober 1708 | Gift morganatisk i 1705 med Barbara Dorothea von Winterfeld |
| Johan Frans       | 30. juli 1685   | 22. januar 1687  |                                                             |